# Nanna rossolimoae
Nanna rossolimoae (лат.) — вид двукрылых насекомых из семейства навозных мух (Scathophagidae). Эндемик Дальнего Востока России.

## Распространение
Амурская область, Россия.

## Описание
Длина тела 4—4,5 мм, длина крыла 3,2—4,1 мм. Окраска головы в основном жёлтая (лоб, клипеус, усики и щупики) или бледно-жёлтая (скулы, лицо и щёки), лобный треугольник, ариста (очень коротко опушенная на всём протяжении) и нижняя часть головы — чёрные. Грудь в сером налёте, желтовато-чёрная. Плечевые бугорки среднеспинки и плевры груди жёлтые (медиотергит чёрный). На проэпистернах груди несколько волосков в срединной части. На проэпимеронах под передним дыхальцем одна щетинка. Щиток несёт две длинные дискальные щетинки, а также короткие волосковидные апикальные щетинки. Постпедицель с заострённой вершиной, чёрного цвета, его ширина меньше длины в 2,5—3 раза. Ноги жёлтые, кроме затемнённого последнего членика лапок. Цвет брюшка варьирует от полностью жёлтого до полностью чёрного. У самцов на заднем крае 5 стернита имеется глубокая вырезка. Крылья имеют коричневые жилки и общий коричневатый оттенок. На костальной жилке есть мелкие шипики. Жужжальца, крыловая и закрыловая чешуйки бледно-жёлтые. От близкого вида Nanna amurensis этот вид отличается жёлтыми скапусом и педицелем усиков.

## Этимология
Вид назван в честь зоолога Ольги Леонидовны Россолимо, которая была в 1969—2010 годах директором Зоологического музея МГУ.